# NOW Christmas 2011
NOW Christmas 2011 er et dansk opsamlingsalbum udgivet 31. oktober 2011 af EMI Music. 

## Spor

### Cd 1
1. John Lennon & Yoko Ono – "Happy X-mas (War Is Over)"
2. Band Aid II – "Do They Know It´s Christmas"
3. Søs Fenger – "Ludvig & Julemanden"
4. Coldplay – "Christmas Lights"
5. Anden – "Jul på Vesterbro"
6. Robbie Williams – "Walk This Sleigh"
7. Drengene Fra Angora – "Jul I Angora"
8. Chris Rea – "Driving Home For Christmas"
9. Dean Martin – "White Christmas"
10. Frankie Goes To Hollywood – "The Power Of Love"
11. Kylie Minogue – "Santa Baby"
12. Otto Brandenburg – "Søren Banjomus"
13. Roy Wood & Wizzard – "I Wish It Could Be Christmas Everyday"
14. Bill Haley & His Comets – "Jingle Bell Rock"
15. Flemming 'Bamse' Jørgensen – "Muligvisvej"
16. Nat 'King' Cole – "The Christmas Song"
17. Tommy Seebach & Annette Heick – "Vi Ønsker Jer Alle En Glædelig Jul"
18. Lis Sørensen – "Jul I Hele Kongeriget"
19. The Pretenders – "2000 Miles"
20. Troels Trier & Rebecca Brüel – "Det Bli'r Jul Igen"
21. Bonustrack: Tuborg Juleband – "Tuborg Julebryg Jingle"

### Cd 2
1. Kim Larsen – "Så' Det Jul"
2. Mel & Kim – "Rockin' Around The Christmas Tree"
3. Jørn Rosenville – "Julefrokost"
4. Cliff Richard – "Another Christmas Day"
5. Monkey Business feat. L.O.C. & Jokeren – "Kære Julemaiyn'"
6. Pet Shop Boys – "It Doesn't Often Snow At Christmas" (New Version)
7. Julecamp'en feat. Julie Ruggaard – "Penge Til Jul"
8. Sanne Salomonsen & Nikolaj Steen – "Vi Lover Hinanden"
9. Gilbert O'Sullivan – "Christmas Song"
10. Bossen og Bumsen – "Op Til Jul"
11. Michael Learns To Rock – "Upon A Christmas Night"
12. Caroline Henderson – "Vil Du Være Min I Nat"
13. The Darkness – "Christmas Time"
14. Eva Cassidy & Chuck Brown – "The Spirit Of Christmas"
15. Sweethearts – "Feliz Navidad (Fik Liz Nok I Nat)"
16. Cartoons – "Santa Claus Is Coming To Town"
17. Dodo Gad & Jens Rud – "Baby, It's Cold Outside"
18. Sinead O'Connor – "Silent Night"
19. Martin Brygmann & Julie Berthelsen – "Jesus & Josefine"
20. Erasure – "She Won't Be Home"
21. Bonustrack: Michael Bundesen – "Det Nye År"